# Everything She Wants
"Everything She Wants" (en español: «Todo lo que ella quiere») es una canción del dúo británico Wham!, originalmente lanzada como sencillo en 1984 por Epic Records en un doble lado A con "Last Christmas". Fue escrita y producida por George Michael, la mitad del dúo, convirtiéndose en su tercer éxito número uno consecutivo de millones de ventas en los Estados Unidos.

## Origen

### Escritura
Como la mayoría de los otras canciones de Wham! de este período, fue escrita por George Michael. Discutió en la edición de otoño de 1985 de la revista "ASCAP In Action":
"Es la única canción que he escrito que vino con éxito de una pista de acompañamiento primero. Escribí el patrón de batería Linn y encontré un programa de sintetizador que me gustó y escribí la pista de acompañamiento en una noche, la llevé de vuelta al hotel y escribí la voz en una habitación de hotel a la mañana siguiente. Debido a que fue lanzado juntos de esa manera, nunca lo miré como un solo 'hasta que todo el mundo comenzó a decir que era genial"
Michael elaboró sobre la letra de la canción y el significado detrás de ellos en Dick Clark's Countdown programa de radio:
"Es una letra sobre un hombre que lleva seis u ocho meses en un matrimonio que obviamente no va bien. Se enfrenta a la 'feliz' noticia de la llegada de un bebé. Así que está en esa situación en la que no puede dar marcha atrás. (La canción) habla de la situación (en la que) se encuentran muchos hombres, trabajando muy duro para mantener a una familia... y verlo como una especie de trampa. Es una situación que he visto. No es el tipo de cosas sobre las que suelo escribir. Nuestras letras suelen estar mucho más cerca del tipo de letra pop ligera que disfrutamos, pero es una salida, y creo que funcionó".

### Grabación
"Everything She Wants" fue grabado en agosto de 1984 en Marcadet Studios en París usando una grabadora de 32 pistas 3M y probablemente fue acabado en el Sarm Studios 2 en Londres después de que la mayor parte del álbum Make It Big había sido terminado en los Estudios Miraval en el sureste de Francia durante un período de seis semanas. La canción se basó en un bucle linndrum mono de 2 barras, que no fue pensado como la "parte del tambor del guardián" inicialmente, pero finalmente se usó para el disco terminado. A pesar de ser acreditado como una canción de Wham!, también es una desviación en el sentido de que George Michael grabó la pista completamente por sí mismo (con el ingeniero Chris Porter en la asistencia), en oposición al procedimiento típico de usar músicos de sesión para realizar sus ideas (lo que hizo durante la mayor parte del álbum Make It Big). Según Porter, "Creo que fue cuando George comenzó a darse cuenta de que si quería, podía hacer todo por sí mismo. Él podría eliminar a todas estas otras personas y sus ideas". Esto allanaría el camino para Last Christmas, que se registraría el mismo mes utilizando el mismo enfoque. Además, todos los músicos que habían participado en las sesiones de Marcadet ya habían volado de regreso al Reino Unido cuando Michael vino a grabarlo, por lo que tal vez no tenía sentido contratar más músicos de sesión.

Michael confirma:
"En su mayor parte trato de tocar todo [al escribir y grabar, pero] no fue el caso en Wham! Aparte de [eso] "Last Christmas" y "Everything She Wants" son todos yo".
Añadió que ambas canciones fueron hechas en un sintetizador, refiriéndose a un Roland Juno-60.

## Historial
Tras su lanzamiento, "Last Christmas" tomó la mayor parte de la atención y el airplay, ya que era apropiado a principios de diciembre, cuando se acercaba la Navidad. Sin embargo, la presencia de una otra cara igualmente facturada significaba que las estaciones de radio tenían algo más que tocar una vez que "Last Christmas" había perdido su actualidad.
La presencia del proyecto Band Aid significó que el doble lado A alcanzó el número dos en el UK Singles Chart, aunque en el proceso se convirtió en el disco más vendido para no llegar al número uno. Sin embargo, en los Estados Unidos, la canción alcanzó el número uno en el Billboard Hot 100, y se convirtió en la tercera canción número uno en una fila del álbum Make It Big de 1984.
Wham! tuvo dos éxitos más número uno en el Reino Unido antes de separarse en su apogeo en 1986.
En 1996, la canción fue interpretada en el concierto MTV Unplugged.
En 1997, la canción fue remezclada y relanzada como "Everything She Wants '97" para el álbum recopilatorio "The Best of Wham!: If You Were There...".
"Everything She Wants" apareció en el álbum oficial de la banda sonora de Last Christmas lanzado por Sony Music en formato CD, vinilo de 2 discos y digital el 8 de noviembre de 2019.

## Video musical
El video musical oficial de la canción fue dirigido por Andy Morahan, y es imágenes de una actuación en vivo en blanco y negro.

## Lista de canciones
Todas las canciones están escritas por George Michael.
| 7": Epic / QA 4949 |                                               |          |  |
| N.º                | Título                                        | Duración |  |
| 1.                 | «"Everything She Wants" (Short Remix)»        | 5:10     |  |
| 2.                 | «"Last Christmas" (Original 1984 7" version)» | 4:24     |  |

| 12": Epic / QA 4949 |                                       |          |  |
| N.º                 | Título                                | Duración |  |
| 1.                  | «"Everything She Wants" (Long Remix)» | 6:34     |  |
| 2.                  | «"Last Christmas" (Pudding Mix)»      | 6:44     |  |

- También fue lanzada una edición limitada de este disco con un calendario de 1985 (WQTA 4949)

| 12": Columbia / 44-05180 |                                       |          |  |
| N.º                      | Título                                | Duración |  |
| 1.                       | «"Everything She Wants" (Long Remix)» | 6:34     |  |
| 2.                       | «"Like a Baby"»                       | 4:12     |  |

| 7": Epic / 07-5p-336 |                                  |          |  |
| N.º                  | Título                           | Duración |  |
| 1.                   | «"Everything She Wants" (Remix)» | 5:10     |  |
| 2.                   | «"Like a Baby"»                  | 4:12     |  |
| 3.                   | «"Message from Wham!"»           |          |  |

## Posicionamiento en listas

### Listas semanales
| Listas (1984–1985)                     | Posición |
| -------------------------------------- | -------- |
| Australia (ARIA)                       | 7        |
| Austria (Ö3 Austria Top 40)            | 5        |
| Bélgica (Flandes) (Ultratop 50)        | 9        |
| Canadá (The Record)                    | 5        |
| Canadá (RPM) Top Singles)              | 1        |
| Europe (European Hot 100 Singles)      | 4        |
| Francia (SNEP)                         | 21       |
| Alemania (Offizielle Deutsche Charts)  | 8        |
| Islandia (RÚV)                         | 1        |
| Nueva Zelanda (Recorded Music NZ)      | 6        |
| Noruega (VG-lista)                     | 4        |
| South Africa (Springbok)               | 5        |
| Reino Unido (UK Singles Chart)         | 2        |
| Estados Unidos (Billboard Hot 100)     | 1        |
| Estados Unidos (Adult Contemporary)    | 4        |
| Estados Unidos (Hot Dance Club Songs)  | 7        |
| Estados Unidos (Hot R&B/Hip-Hop Songs) | 12       |
| US Hot Dance Music/Maxi-Singles Sales  | 3        |
| US Cash Box Top 100                    | 1        |

### Listas de fin de año
| Listas (1985)        | Posición |
| -------------------- | -------- |
| Australia            | 149      |
| Canadá (RPM)         | 32       |
| UK                   | 42       |
| US Billboard Hot 100 | 25       |
| US Cash Box Top 100  | 22       |

## Certificaciones y ventas
| País           | Organismo certificador | Certificación  | Ventas   | Ref.   |
| -------------- | ---------------------- | -------------- | -------- | ------ |
| Canadá         | Music Canada           | Disco de Oro   | 50,000^  | [ 31 ] |
| Reino Unido    | BPI                    | Disco de Plata | 200,000+ | [ 32 ] |
| Estados Unidos | RIAA                   | Disco de Oro   | 500,000^ | [ 33 ] |

^ Solamente ventas basadas en una sola certificación.
+ Ventas + streaming basadas en una sola certificación.